# Попереджувальне маркування

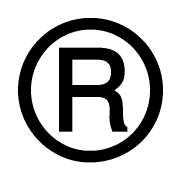
Зразок використання попереджувального маркування

Попереджувальне маркування торговельної марки (®) — спеціальне позначення або запис, які застосовуються у зображенні торговельної марки або поряд з нею і вказують на те, що цій торговельній марці надана правова охорона. Призначенням попереджувального маркування є доведення відомостей до третіх осіб про факт набуття правової охорони на торговельну марку і запобігання можливому порушенню права власності на торговельну марку[первинне джерело].

## Види
Відповідно до п. 10 ст. 16 Закону України «Про охорону прав на знаки для товарів і послуг»[первинне джерело] власник свідоцтва має право проставляти поряд із торговельною маркою попереджувальне маркування у вигляді латинської літери «R», обведеної колом, яке вказує на те, що цю торговельну марку зареєстровано в Україні.
На практиці, окрім згаданої латинської літери «R», обведеної колом, власники торговельної марки застосовують маленькі літери «ТМ», а також словосполучення «Registered Trademark», або просто — «Trademark».

### Неоднозначність у застосуванні позначення ™
На сьогодні серед українських патентних спеціалістів не існує єдиної думки щодо використання символу торговельної марки - літер ТМ - як попереджувального маркування. Більшість патентних повірених рекомендують на етапі подання і проходження експертизи заявки на торговельну марку проставляти поряд із позначенням літери ТМ. Це може знизити ймовірність недобросовісного запозичення позначення конкурентами і вказує на наявність попередньої правової охорони у особи, що її застосовує. А вже після отримання свідоцтва, на виконання припису закону, власник свідоцтва має право проставляти латинську літеру R у кружечку.
Однак прямого зазначення про необхідність застосування позначення ТМ на стадії розгляду заявки ані в українському законодавстві, ані в Празькій конвенції про охорону промислової власності, не зазначено.

## Функції
Виділяють дві функції попереджувального маркування
1. Патентно-правова функція, адже застосування попереджувального маркування свідчить про наявність виключних прав на торговельну марку.
2. Рекламно-інформаційна функція, яка полягає у привертанні уваги споживача, сприяє його кращому запам'ятовуванню, тим самим являючись додатковим рекламним засобом як самої торговельної марки, так і товарів, які цим позначенням маркуються.

## Міжнародна практика застосування
Положення щодо попереджувального маркування із зазначенням його виду (позначення або запис) містять законодавства багатьох країн світу, зокрема США, Японії, Великої Британії, Німеччини, Франції, Бельгії тощо. У всіх країнах позначення (R), «R» або запис «Reg.», «Registered Trademark», «Marque depose», «Marks Registrada» означає — «зареєстрована торговельна марка». У деяких країнах позначення «ТМ» чи ТМ у колі, або запис «Trademark» може означати факт подання заявки на реєстрацію торговельної марки.